# Nagykónyi
Nagykónyi es un pueblo ubicado en el distrito de Tamási, en el condado de Tolna, Hungría.

## Superficie
Posee una superficie de 47,88 kilómetros cuadrados.

## Demografía
Hasta 2019 la población era de 1042 habitantes, con una densidad de población de 21,76 habitantes por kilómetro cuadrado.